# Rathaus (Weismain)

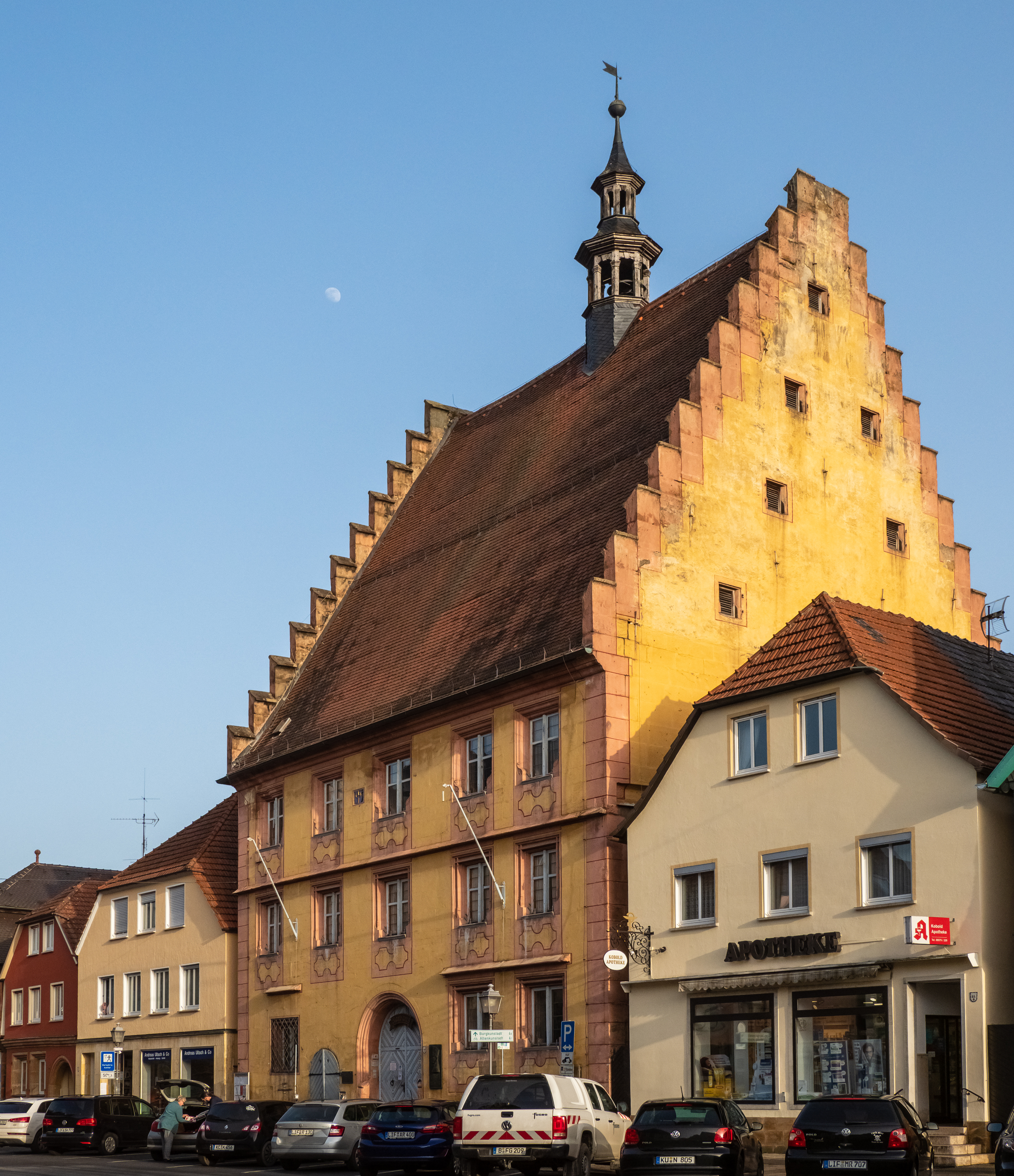
Rathaus in Weismain

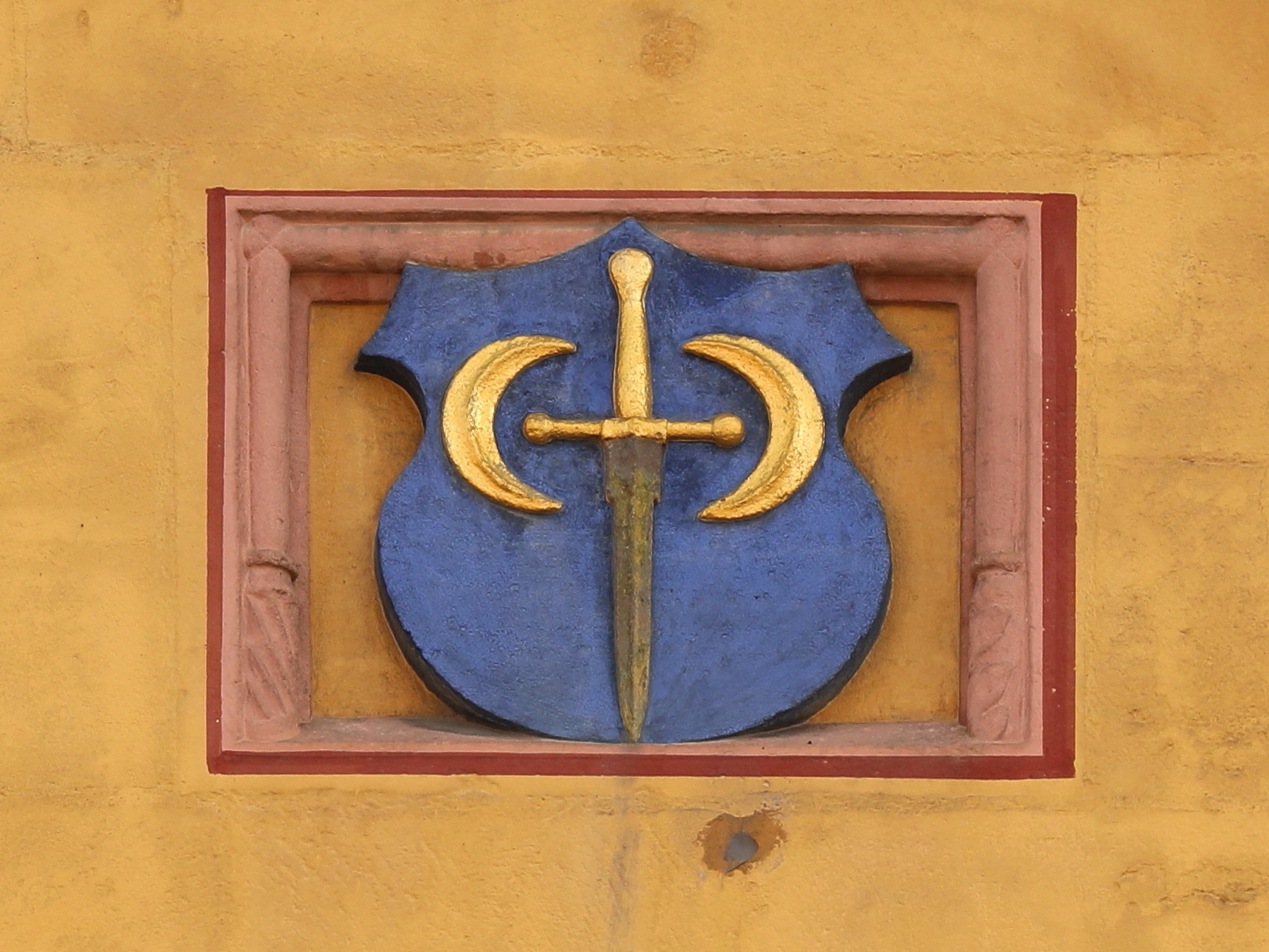
Wappen der Familie Neydecker

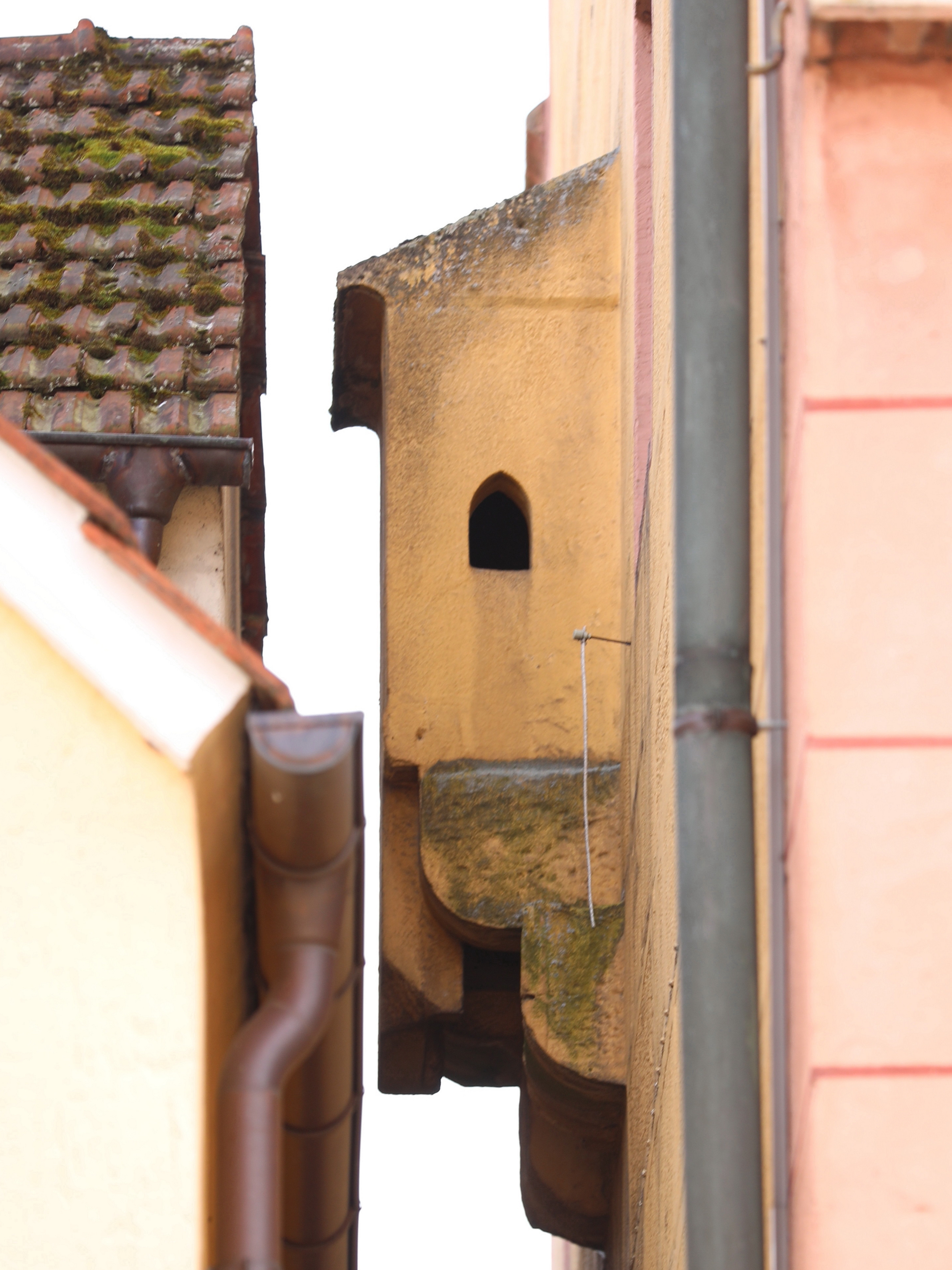
Aborterker

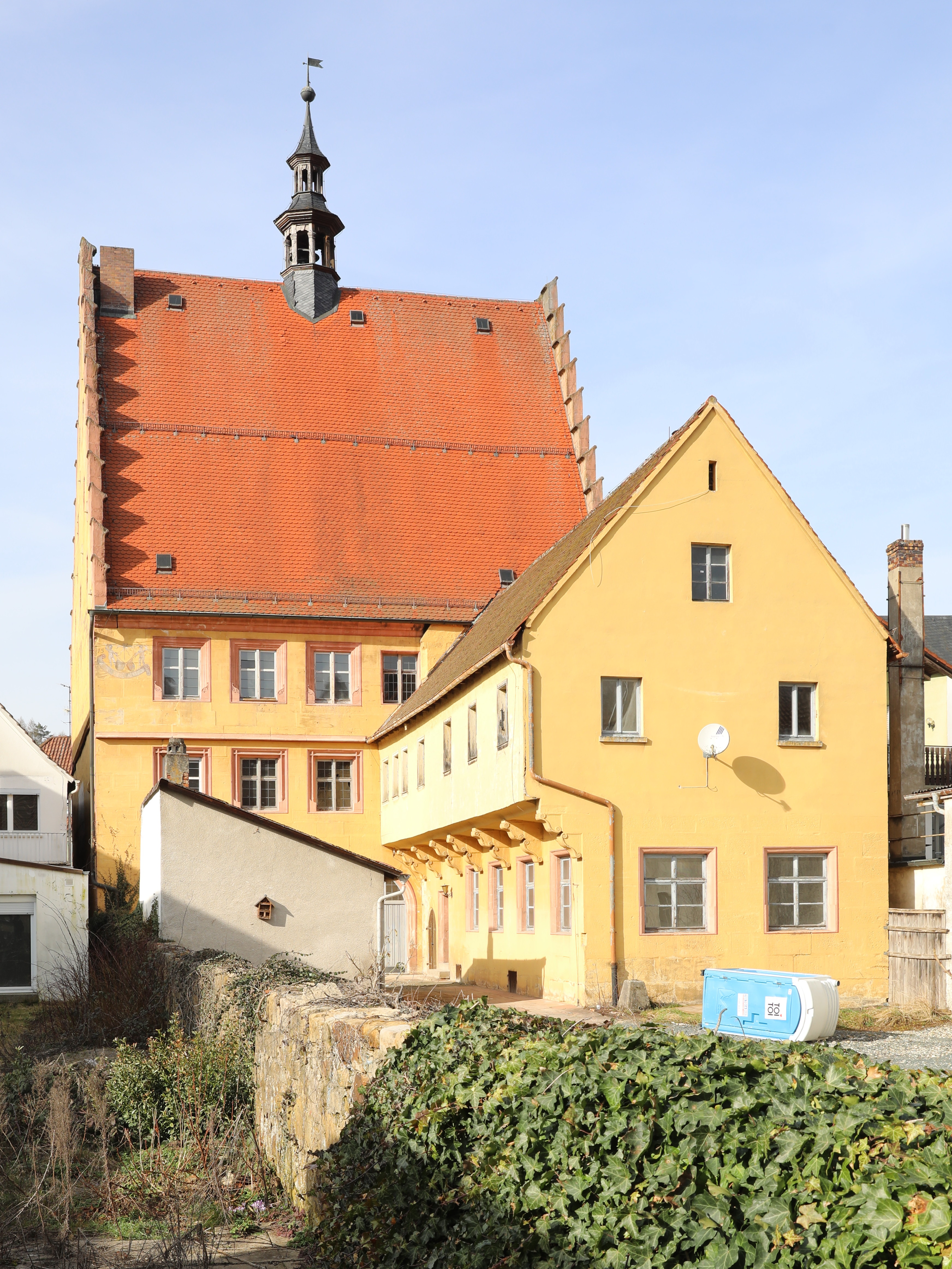
Rückgebäude

Das Rathaus der oberfränkischen Stadt Weismain im Landkreis Lichtenfels entstand um 1543. Der denkmalgeschützte Renaissancebau steht im Stadtzentrum und hat die Adresse Am Markt 19.

## Geschichte
Im Jahr 1462 wurde der Rat und die Stadt Weismain mit der Hofstatt des alten, damals vermutlich abgegangenen Rathauses belehnt mit der Auflage, ein neues Rathaus zu bauen. Der Standort des spätmittelalterlichen Rathauses ist unbekannt.
Den aktuellen Rathausbau ließ sich im zweiten Viertel des 16. Jahrhunderts der durch Handel wohlhabend gewordene Moritz Neydecker errichten. Ein Kamin im ersten Obergeschoss trägt die Jahreszahl 1543. Ein zweigeschossiges Rückgebäude mit Satteldach entstand zusätzlich als Anbau. Im Jahr 1650 gelangte das Anwesen durch den aus Weismain stammenden Abt Mauritius Knauer für 1400 Gulden in den Besitz des Klosters Langheim und 1765 erwarb die Stadt Weismain das repräsentative Gebäude zur Nutzung als Rathaus. Die Stadt ließ ein Glockentürmchen auf dem Dachfirst errichten. Von 1907 bis zur Eröffnung des  Nordjura Museums 2004 befand sich das Heimatmuseum im Erdgeschoss des Rathauses. Außerdem wurde das Rathaus bis Mitte des 20. Jahrhunderts für Schulzwecke genutzt. Eine Instandsetzung erfolgte unter anderem von 1958 bis 1961.

### Sanierung und Erweiterung zum Bürger- und Kulturhaus
2020 lobte die Stadt Weismain einen Architekturwettbewerb zur Generalsanierung des Rathauses zu einem Bürger- und Kulturhaus aus. Ziel war die Schaffung eines neuen Bürgerbereichs, die Neuorganisation der Verwaltungsräumlichkeiten und eine zu integrierende barrierefreie Erschließung. Den Wettbewerb gewann das Aachener Büro Fischerarchitekten mit einem Entwurf, der das historische Rathaus durch einen zurückhaltenden, traufständigen Baukörper ergänzt und dessen flache Dachneigung den Treppengiebel im Stadtbild bewahrt. Das Rückgebäude wird durch ein Treppenhaus sowie ein aufgesetztes Obergeschoss in Holzbauweise erweitert. Ein breiter Durchgang öffnet den rückwärtigen Hof. Die Jury betonte die hohe Wirtschaftlichkeit des Entwurfs, da alle Nutzflächen in bestehenden Gebäudeteilen untergebracht wurden.
Die Arbeiten sollen bis 2024 erfolgen. Dazu wird unter anderem das Nachbarhaus Am Markt 21 durch einen Neubau für die Stadtverwaltung ersetzt, der auch der weiteren Erschließung der Obergeschosse des Altbaus dient. Das Bundesprogramm Nationale Projekte des Städtebaus fördert die Baumaßnahme mit 5,3 Millionen Euro.

## Baubeschreibung
Das dreigeschossige, traufständige Renaissancebau steht etwa in der Mitte der südöstlichen Längsseite des Weismainer Straßenmarktes. An der Rückseite befindet sich ein zweigeschossiger, giebelständiger Anbau. Das Hauptgebäude, auch steinernes Haus genannt, hat bei einer Firsthöhe von rund 26 Metern eine Sandsteinfassade über alle Geschosse und beidseits Treppengiebel aus Brockenmauerwerk. Die Straßenfassade hat im Erdgeschoss mittig ein großes rundbogiges Tor, dessen Umrahmung mit zwei Karniesen profiliert ist. Daneben befindet sich links ein einfacher rundbogiger Kellereingang. Außerdem sind drei Fenster mit profilierten Umrahmungen und oberen Wasserschlaggesimsen vorhanden. Die beiden Obergeschosse gliedern jeweils fünf Fenster und dazwischen ein Gesims. Die Fenster schmücken profilierte Umrahmungen, im ersten Obergeschoss mit Kehlen und durchsteckten Rundstäben und im zweiten Obergeschoss zwei Karniesen. Zusätzlich befindet sich im zweiten Obergeschoss ein Sandsteinrelief mit dem Wappen der Familie Neydecker.
Die Hoffassade hat im Erdgeschoss eine rundbogige Einfahrt mit einer mit zwei Kehlen profilierten Umrahmung. Links davon befinden sich zwei Fenster. Im ersten Obergeschoss sind drei Fenster mit Kehlen und Umrahmungen, mit durchsteckten Rundstäben profiliert, angeordnet und über einem Gesims im zweiten Obergeschoss drei mit Karniesen profilierte Fensterumrahmungen und rechts ein einfach gestaltetes Fenster. An der östlichen Giebelwand befindet sich im zweiten Obergeschoss ein Aborterker.
Im Innern besteht das Kellergeschoss aus einer zweischiffigen Halle mit Kreuzgrat- beziehungsweise Tonnengewölben mit zwei breiten Jochen und mittig einem schmalen Joch, entsprechend der Durchgangsbreite im Erdgeschoss. Der Gewölbekeller wurde ursprünglich als Warenlager genutzt. Ein Treppenhaus in der südöstlichen Ecke erschließt die Obergeschosse. Kreuzgratgewölbe überspannen den Durchgang im Erdgeschoss, dessen östliche Längswand einen stichbogigen Durchgang zum Treppenhaus und zwei verzierte Portale hat. Die westliche Längswand besitzt ebenfalls zwei Portale. Im Südteil des Erdgeschosses befindet sich ein tonnengewölbter Raum, im Nordteil ein weiterer Raum mit einem Kreuzgratgewölbe.
Eine Holzdecke, bestehend aus profilierten Bohlen, überspannt in Querrichtung die in der südlichen Hälfte befindliche Vorhalle im ersten Obergeschoss. Sie wird von einem reich profilierten Balken auf zwei Holzsäulen mit Sockeln getragen. In der mittleren Längstrennwand befindet sich mittig ein Portal mit seitlichen Vollsäulen und Gebälk sowie darüber im Giebel das von zwei Löwen flankierte Wappen der Neydecker. Profilierte Balken überspannen auch die beiden äußeren Zimmer der nördlichen Hälfte. Die Räume des zweiten Obergeschosses haben ebenfalls Holzdecken mit Bohlen und Balken.
Den oberen Abschluss bildet ein steiles Satteldach mit einem achtseitigen, verschieferten Dachreiter, der stichbogige Schallöffnungen und eine Laterne hat. Die Dachkonstruktion ist ein Kehlbalkendach mit drei Kehlbalkenlagen und liegenden Stuhlkonstruktionen. Im ersten Dachgeschoss ist zusätzlich ein einfach stehender Stuhl eingebaut.
Das zweigeschossige Rückgebäude wurde ab 1792 bis ins 20. Jahrhundert als Gemeindemalzdarre genutzt. Es besteht aus einem Keller mit einem Tonnengewölbe und aus einem Erdgeschoss mit einer Sandsteinquaderfassade. Vier eingerahmte Fenster sowie ein eingerahmtes Tor und eine rundbogige Tür befinden sich auf der Hofseite. Das Obergeschoss mit seinen sieben Fenstern zur Hofseite ist über Volutenkonsolen aus Sandstein stark vorkragend. Darüber befindet sich ein Satteldach.